# کلاله علیا (خداآفرین)

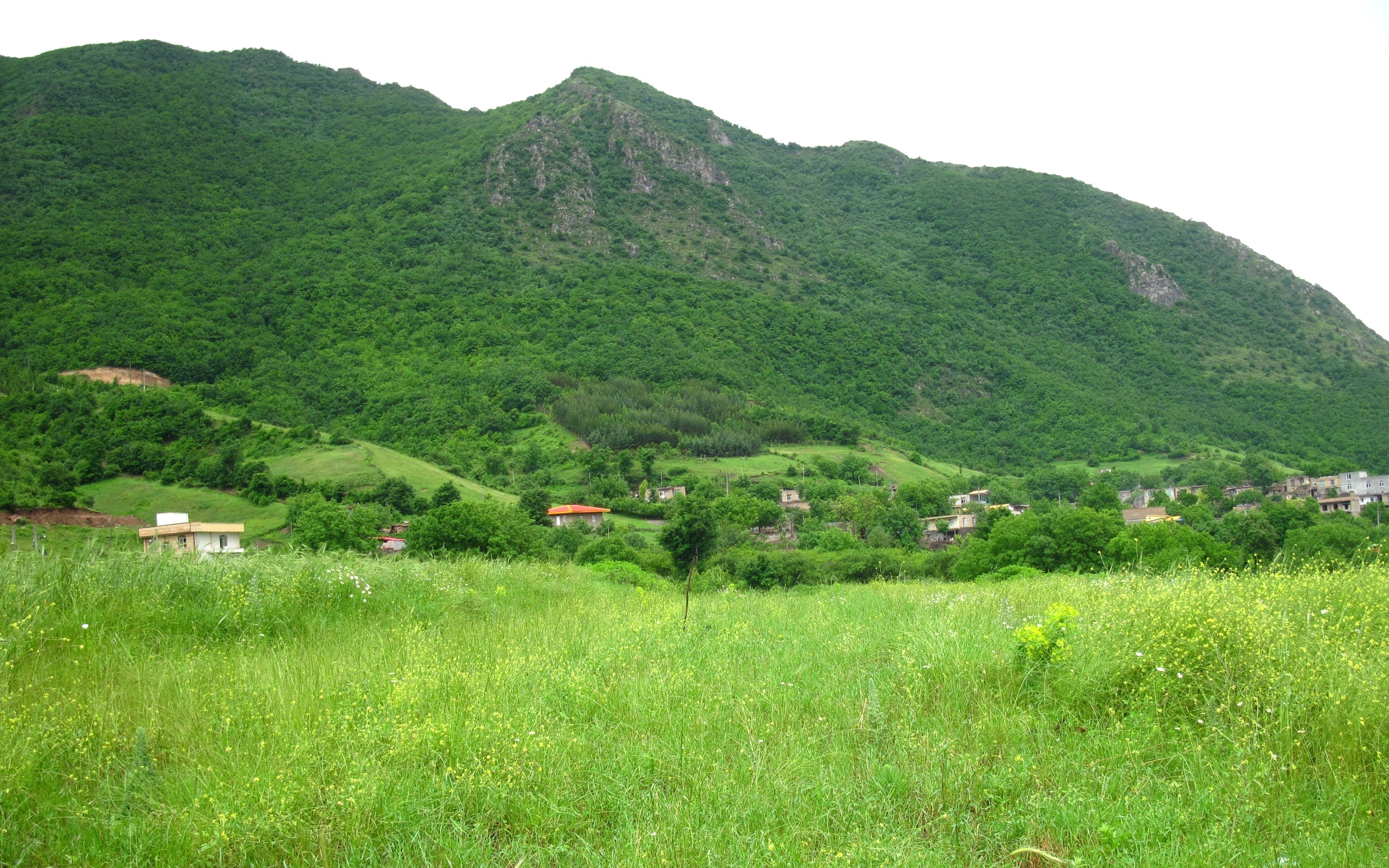
روستا در سال ۲۰۱۱

کَلالهٔ عُلیا یکی از روستاهای استان آذربایجان شرقی است که در دهستان منجوان غربی بخش منجوان شهرستان خداآفرین واقع شده‌است.
جمعیت روستا در سال‌های پیش از انقلاب اسلامی ۱۱۷ نفر بود و عمدتاً کسانی را شامل می‌شد که از روستاهای دیگر به آنجا کوچیده بودند. بعد از انقلاب، بر خلاف مورد روستاهای مجاور، جمعیت کلاله کاهش نیافت و بر عکس به ۱۹۸ تن در سال ۱۳۸۵ رسید. یک علت نزدیکی روستا به جاده ترانزیتی است که از کلیبر به کناره رود ارس می‌رود. در حال حاضر ساخت و ساز زیادی در مزارع نزدیک کلاله در جریان است.